# 봉동초등학교
봉동초등학교는 대한민국 전북특별자치도 완주군 봉동읍 장기리에 있는 공립 초등학교이다.

## 연혁
- 1923년 5월 19일 봉동공립보통학교(4년제) 개교
- 1926년 4월 19일 6년제 인가
- 1938년 4월 1일 봉동공립심상소학교로 개칭
- 1941년 4월 1일 봉동공립국민학교로 개칭
- 1995년 12월 30일 강당 신축
- 1996년 3월 1일 봉동초등학교로 개칭
- 2007년 7월 18일 교실 6개 증축
- 2009년 3월 24일 봉동글샘터도서관 개관
- 2014년 9월 1일 제30대 전은희 교장 부임
- 2021년 1월 14일 제97회 졸업 106명, 총 졸업생 15,744명
- 2021년 3월 1일 본교 27학급(도움반 1학급)
- 2023년 5월 19일 개교 100주년

## 상징
- 교화 - 철쭉(Rhododendron Schlippenbachiia)
- 교목 - 소나무(Pinus densiflora)
- 교조 - 까치(Magpie Pica Pica Serica)

## 참고 자료
- 봉동초등학교 - 한국교육학술정보원 학교알리미